# Mo Tae-bum
Mo Tae-bum (Koreaans: 모태범) (15 februari 1989) is een Koreaanse langebaanschaatser.
Op de Olympische Winterspelen 2010 in Vancouver won hij verrassend goud op de 500 meter en zilver op de 1000 meter. Hij klokte op de 500 meter 34,92 in de eerste omloop (tweede tijd, achter Mika Poutala); in de tweede omloop werd hij weer tweede met 34,90. Met een totaal van 69,82 won hij het goud. Op de 1000 meter werd hij tweede in 1.09,12.
Mo bewees dat hij geen eendagsvlieg was door zowel op de wereldkampioenschappen schaatsen afstanden 2012 als op de wereldkampioenschappen schaatsen afstanden 2013 de gouden medaille op de 500 meter te winnen.

## Records

### Persoonlijke records
| Afstand     | Tijd     | Datum             | Baan           |
| ----------- | -------- | ----------------- | -------------- |
| 500 meter   | 34,28    | 17 november 2013  | Salt Lake City |
| 1000 meter  | 1.07,26  | 13 december 2009  | Salt Lake City |
| 1500 meter  | 1.42,85  | 11 december 2009  | Salt Lake City |
| 3000 meter  | 3.58,05  | 19 september 2009 | Calgary        |
| 5000 meter  | 7.03,38  | 12 maart 2006     | Erfurt         |
| 10000 meter | 15.13,91 | 21 december 2005  | Chuncheon      |

### Nationale records
| Afstand    | Tijd    | Datum            | Baan           |
| ---------- | ------- | ---------------- | -------------- |
| 1500 meter | 1.42,85 | 11 december 2009 | Salt Lake City |

## Resultaten
| Jaar | WK Sprint | WK Afstanden       | Olympische Spelen                     | Wereldbeker                 | WK Junioren          |
| ---- | --------- | ------------------ | ------------------------------------- | --------------------------- | -------------------- |
| 2005 |           |                    |                                       |                             | 21e 5e achtervolging |
| 2006 |           |                    |                                       |                             | 6e · achtervolging   |
| 2007 |           |                    |                                       |                             | 14e · achtervolging  |
| 2008 |           |                    |                                       |                             |                      |
| 2009 |           | 8e 1000m 11e 1500m | 20e 100m 20e 500m 10e 1000m 26e 1500m |                             |                      |
| 2010 |           |                    | 500m · 1000m · 5e 1500m               | 16e 500m 9e 1000m 16e 1500m |                      |
| 2011 | Zilver    | 15e 500m 8e 1000m  |                                       |                             |                      |
| 2012 | Brons     | 500m · 5e 1000m    | 500m · 6e 1000m                       |                             |                      |
| 2013 | 5e        | 500m · 1000m       | 7e 500m 13e 1000m                     |                             |                      |
| 2014 |           |                    | 4e 500m 12e 1000m                     | 4e 500m 9e 1000m            |                      |
| 2015 | NC28      | 9e 500m 11e 1000m  |                                       | 7e 500m 22e 1000m           |                      |
| 2016 |           |                    | 24e 500m 24e 1000m                    |                             |                      |
| 2017 |           |                    | 33e 500m 35e 1000m                    |                             |                      |
| 2018 |           |                    | 16e 500m                              | 25e 500m 22e 1000m          |                      |

1924: Charles Jewtraw ·
1928: Clas Thunberg/Bernt Evensen ·
1932: Jack Shea ·
1936: Ivar Ballangrud ·
1948: Finn Helgesen ·
1952: Ken Henry ·
1956: Jevgeni Grisjin ·
1960: Jevgeni Grisjin ·
1964: Richard McDermott ·
1968: Erhard Keller ·
1972: Erhard Keller ·
1976: Jevgeni Koelikov ·
1980: Eric Heiden ·
1984: Sergej Fokitsjev ·
1988: Uwe-Jens Mey ·
1992: Uwe-Jens Mey ·
1994: Aleksandr Goloebev ·
1998: Hiroyasu Shimizu ·
2002: Casey FitzRandolph ·
2006: Joey Cheek ·
2010: Mo Tae-bum ·
2014: Michel Mulder ·
2018: Håvard Holmefjord Lorentzen ·
2022: Gao Tingyu